# Crocidura wuchihensis
Crocidura wuchihensis es una especie de musaraña (mamífero placentario de la familia Soricidae).

## Distribución geográfica
Vive en la isla de Hainan (China) y el norte del Vietnam.

## Estado de conservación
Sus principales amenazas son la tala de los bosques, la expansión agrícola, la extracción de madera y los asentamientos humanos.